# Stephanie Daley
Stephanie Daley (bra: Despertar de um Crime; prt: Stephanie Daley) é um filme norte-americano de 2007, escrito e dirigido por Hilary Brougher e estrelado por Amber Tamblyn, Melissa Leo, Tilda Swinton e Timothy Hutton. 
O filme aborda a questão da gravidez na adolescência. Stephanie Daley foi desenvolvido pelo Sundance Writerse Filmmakers' Lab, e estreou  em 2006 no Sundance Film Festival[carece de fontes?], onde ganhou o prêmio Waldo Salt Screenwriting Award[carece de fontes?]. A atriz Amber Tamblyn, também ganhou uma indicação como Melhor Atriz Coadjuvante[carece de fontes?] pelo Independent Spirit Awards e ganhou o prêmio Silver Leopard, no Locarno International Film Festival na categoria Melhor Atriz.[carece de fontes?]

## Sinopse
Drama que conta a história da adolescente Stephanie Daley (Amber Tamblyn), de dezesseis anos, acusada de assassinar o seu bebê recém-nascido. A psicóloga, Lydie Crane (Tilda Swinton), é então contratada para descobrir a verdade diante da negativa de Daley sobre o assassinato.[carece de fontes?]

## Elenco
| Ator                | Personagem      |
| ------------------- | --------------- |
| Amber Tamblyn       | Stephanie Daley |
| Tilda Swinton       | Lydie Crane     |
| Timothy Hutton      | Paul            |
| Vincent Piazza      | Geoff           |
| Constance Wu        | Jenn            |
| Halley Feiffer      | Rhana           |
| Melissa Leo         | Miri            |
| John Ellison Conlee | Jack Hutchinson |

## Principais prêmios e indicações

### Prêmios
Jackson Hole Film Festival

Cowboy Award
- Melhor diretor - Hilary Brougher[carece de fontes?]

Locarno International Film Festival

Silver Leopard
- Melhor atriz - Amber Tamblyn[2]

Milan International Film Festival

Best Director
- Hilary Brougher[carece de fontes?]

Sundance Film Festival

Waldo Salt Screenwriting Award
- Hilary Brougher[2]

Woodstock Film Festival

Haskell Wexler Award
- David Rush Morrison[carece de fontes?]

### Indicações
Independent Spirit Award
- Melhor atriz coadjuvante - Amber Tamblyn[carece de fontes?]

Locarno International Film Festival

Golden Leopard
- Hilary Brougher[carece de fontes?]

Satellite Awards
- Melhor atriz em um filme (drama) - Tilda Swinton[carece de fontes?]

Sundance Film Festival

Grand Jury Prize
- Filme dramático Hilary Brougher[carece de fontes?]